# 북조선림시인민위원회

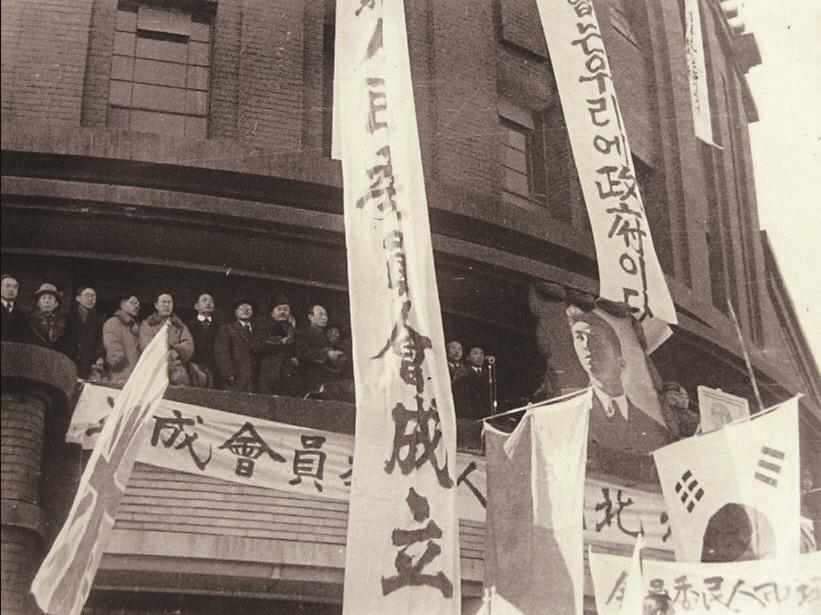
1946년 2월 8일 북조선림시인민위원회 성립 경축 대회. 아래로 드리워진 현수막에 "림시인민위원회는 우리의 정부이다."라고 쓴 것이 또렷이 보인다.

북조선림시인민위원회(北朝鮮臨時人民委員會, 영어: Provisional People's Committee of North Korea)는 조선민주주의인민공화국의 임시정부였다.
위원회는 1946년 2월 8일에 소비에트 민정청과 공산주의자들이 북한에서 권력을 집중화하려는 요구에 부응하여 설립되었으며, 당시 북부는 지방 인민위원회로 나누어져 있었다. 조선민주주의인민공화국의 최고행정기관으로 평가받으며 농지개혁, 기간산업 국유화 등 개혁을 단행한 사실상의 임시정부이기도 했다.
위원회는 1947년 2월 21일 조선민주주의인민공화국으로 전환되면서 임시정부가 된 북조선인민위원회로 계승되었다.

## 개혁
1946년 3월 23일 김일성은 북한에서 시행될 개혁의 기초가 된 20개항 강령을 발표했다.
1. 조선의 정치, 경제생활에서 일제의 잔재를 모두 철저히 청산한다.
2. 국내 반동적, 반민주적 분자들에 맞서 무자비한 투쟁을 벌이고 파시스트적, 반민주적 정당, 단체, 개인의 활동을 절대적으로 금지한다.
3. 모든 사람에게 언론, 언론, 집회, 신앙의 자유를 보장한다. 민주정당, 노동조합, 농민단체, 기타 민주사회단체의 자유로운 활동을 위한 조건을 보장한다.
4. 보편적 · 직접 · 평등 · 비밀선거에 의한 선거를 통해 통일된 지방행정기관인 인민위원회를 조직할 의무와 권리를 온 국민이 갖도록 한다.
5. 성별, 신앙, 재산 소유 여부에 관계없이 모든 시민에게 동등한 권리를 보장한다.
6. 거주와 신체의 불가침성을 주장하고 공민의 재산과 개인 소유물의 합법적인 보장을 주장한다.
7. 전 일제시대에 사용되었고 그 영향을 받은 모든 법률, 사법기관을 철폐하며 모든 공민에게 법에 의한 평등권이 보장되고 민주적원칙에 기초한 인민사법기관을 선출한다.
8. 인민의 복지 증진을 위해 산업, 농장, 교통, 상업을 발전시킨다.
9. 대기업, 운송 기관, 은행, 광산 및 산림을 국유화한다.
10. 개인 수공예품과 상업의 자유를 허용하고 장려한다.
11. 일본인, 조선인, 반역자, 소작농업을 하는 지주로부터 토지를 몰수하고 소작제도를 폐지하고 몰수한 토지를 모두 무상으로 농민의 소유로 전환한다. 국가가 모든 관개시설을 무료로 관리하게 했다.
12. 생필품 시장가격을 제정해 투기꾼, 사채업자에 맞서 싸운다.
13. 단일하고 공정한 조세제도를 제정하고, 누진적인 소득세 제도를 시행한다.
14. 근로자와 사무원의 8시간 근무제를 실시하고, 최저임금을 규제한다. 13세 미만 남성의 근로를 금지하고, 13~16세 남성에게는 6시간 근로제를 시행한다.
15. 근로자와 사무원에 대한 생명보험을 실시하고 근로자와 기업소에 대한 보험제도를 실시한다.
16. 보편적의무교육제도를 실시하고 국가가 관리하는 초 · 중 · 고 · 대학교를 대대적으로 확대한다.  국가민주주의제도에 맞게 인민교육제도를 개혁한다.
17. 민족문화와 과학예술을 적극 발전시키고 극장, 도서관, 라디오 방송국, 영화관을 확대한다.
18. 국가기관과 인민경제의 모든 부문에서 요구되는 인재를 양성하기 위한 특수학교를 대대적으로 설치한다.
19. 과학과 예술에 종사하는 사람과 기업을 격려하고 지원한다.
20. 주립병원을 확대하고 전염병을 퇴치하며 가난한 사람들을 무료로 치료한다.[4]

1946년 3월 8일 북한에서는 농지개혁이 실시되어 일본인과 단체, 조선인 협력자, 지주, 종교단체로부터 토지를 몰수했다. 압수된 토지는 420,000가구에 재분배되었다. 북한 토지 면적의 52%, 토지 소유권의 82%가 재분배되었다.
1946년 6월 24일, 1일 8시간 근무가 시행되어 위험한 작업에 관련된 근로자는 7시간 근무가 배정되었다. 14세 미만 근로자의 근로는 금지되었다. 근로자에 대한 동일임금 및 사회보험이 시행되었다.
1946년 7월 22일 북한의 남녀평등에 관한 법률이 제정되었다.
1946년 8월 10일, 북한 전체 산업의 90%에 해당하는 1,034개의 주요 산업 시설이 국유화되었다.
1946년 12월 27일, 북한 농민들은 수확량의 25%를 농업세로 내기로 결정했다.